# フラン・ターケントン
フラン・ターケントン（Francis Asbury Tarkenton, 1940年2月3日 - ）は、アメリカ合衆国バージニア州リッチモンド出身のアメリカンフットボールの元選手・解説者、実業家。クォーターバックとして、NFLのミネソタ・バイキングス、ニューヨーク・ジャイアンツで18年間プレーした。
ターケントンはジョージア大学でカレッジフットボールをプレーした後、1961年のNFLドラフトでミネソタ・バイキングスから3巡目指名を受けてNFL入りした。18シーズンの現役生活の内の13シーズンでミネソタ・バイキングスに所属したが、連続した13シーズンではなく、7年目から11年目の5年間だけ、ニューヨーク・ジャイアンツに所属した。1978年シーズン終了後に引退したが、引退時、主要なクォーターバックの記録はターケントンが保持していた。
1986年にプロフットボール殿堂入りし、1987年にカレッジフットボール殿堂入りした。
引退後は、マンデーナイトフットボールのコメンテーターやテレビのリアリティショーの司会を務めた。また、アメリカではソフトウェア会社を設立した人物としても知られている。

## プロ入り前
1940年2月4日、ターケントンはバージニア州リッチモンドで生まれた。
高校卒業後、ジョージア大学に進学した。カレッジフットボールでクォーターバックとしてプレーし、チームを1959年のサウスイースタン・カンファレンス王者に導き、1959年と1960年のオールSEC（サウスイースタン・カンファレンス）に選出された。

## NFL

### ミネソタ・バイキングス
1961年、ターケントンはNFLドラフトで創設されたばかりのミネソタ・バイキングスから3巡目指名、AFLドラフトで創設2年目のボストン・ペイトリオッツから5巡目指名を受けたが、バイキングスと契約した。開幕戦（バイキングスにとっての創設最初の試合）はベンチスタートであったが、試合途中から出場して、250ヤードを投げ4タッチダウンを決める大活躍をしてチームを逆転勝利に導いた。ルーキーの開幕戦での4タッチダウンパスは、2015年にマーカス・マリオタが達成するまで、誰も達成することはできなかった。
1961年から1966年まで、ターケントンはバイキングスでプレーしたが、新設チームでの勝利は難しく、最初の3シーズンで10勝しかできなかった。

### ニューヨーク・ジャイアンツ
1967年、ターケントンはニューヨーク・ジャイアンツにトレード移籍した。
1969年、開幕戦は古巣のバイキングス戦となった。第4クォーター開始時点で13点差で負けていたが、第4クォーターに2タッチダウンパスを決めて、チームを大逆転勝利に導いた。この試合でバイキングスは24失点をしたが、パープル・ピープル・イーターズと呼ばれたこの年の強力バイキングスディフェンスにとって、シーズン最多失点がこの試合となった。
1970年、ジャイアンツは開幕3連敗したが、そこから10戦で9勝して発足元年のNFC東地区の優勝戦線に加わった。しかし、最終週、ヤンキー・スタジアムで行われたロサンゼルス・ラムズ戦に敗れ、地区優勝を逃し、プレーオフ進出も逃した。プレーオフ進出は逃したものの、1964年から1980年の16年間でジャイアンツがプレーオフ進出に最も近づいたシーズンとなった。

### ミネソタ・バイキングス
1972年、ターケントンはトレード移籍により、再びバイキングスに入団した。
ターケントンはバイキングスに再入団してから7シーズンプレーしたが、そのうち6シーズンでプレーオフに進出し、スーパーボウルに3回出場した。初めてスーパーボウルに出場したのは、再入団2年目の1973年シーズンの第8回スーパーボウルであったが、前年パーフェクトシーズンを達成したマイアミ・ドルフィンズに敗れ、スーパーボウル制覇はならなかった。その後の2回のスーパーボウル（第9回、第11回）もピッツバーグ・スティーラーズ、オークランド・レイダースに敗れ、スーパーボウル制覇を果たすことができなかった。
1975年シーズンはディビジョナル・プレーオフで敗れ、スーパーボウル出場をしていないものの、レギュラーシーズンでは12勝2敗でNFC第1シードにチームを導き、AP通信のMVPと最優秀攻撃選手に選出された。
引退時のクォーターバックとしての記録は、パスだけでなくラッシングについても当時のNFL記録をほぼ独占し、現在も上位にランキングされている。
1977年、ジョージア州のスポーツ殿堂入りし、1986年にプロフットボール殿堂、1987年にカレッジフットボール殿堂入りした。

## 成績
| 凡例 | 凡例                      |
| ---- | ------------------------- |
|      | リーグ1位                 |
|      | AP通信MVP& 最優秀攻撃選手 |
| 太字 | 自己最高                  |

| 年   | チーム       | 試合 | 試合 | パス  | パス  | パス | パス   | パス | パス | パス | パス | パス | ラン | ラン  | ラン | ラン |
| 年   | チーム       | GP   | GS   | Cmp   | Att   | Pct  | Yards  | Avg  | TD   | Int  | Lng  | Rate | Att  | Yds   | Avg  | TD   |
| ---- | ------------ | ---- | ---- | ----- | ----- | ---- | ------ | ---- | ---- | ---- | ---- | ---- | ---- | ----- | ---- | ---- |
| 1961 | バイキングス | 14   | 10   | 157   | 280   | 56.1 | 1,997  | 7.1  | 18   | 17   | 71   | 74.7 | 56   | 308   | 5.5  | 5    |
| 1962 | バイキングス | 14   | 14   | 163   | 329   | 49.5 | 2,595  | 7.9  | 22   | 25   | 89   | 66.9 | 41   | 361   | 8.8  | 2    |
| 1963 | バイキングス | 14   | 13   | 170   | 297   | 57.2 | 2,311  | 7.8  | 15   | 15   | 67   | 78.0 | 28   | 162   | 5.8  | 1    |
| 1964 | バイキングス | 14   | 14   | 171   | 306   | 55.9 | 2,506  | 8.2  | 22   | 11   | 64   | 91.8 | 50   | 330   | 6.6  | 2    |
| 1965 | バイキングス | 14   | 14   | 171   | 329   | 52.0 | 2,609  | 7.9  | 19   | 11   | 72   | 83.8 | 56   | 356   | 6.4  | 1    |
| 1966 | バイキングス | 14   | 12   | 192   | 358   | 53.6 | 2,561  | 7.2  | 17   | 16   | 68   | 73.8 | 62   | 376   | 6.1  | 4    |
| 1967 | ジャイアンツ | 14   | 14   | 204   | 377   | 54.1 | 3,088  | 8.2  | 29   | 19   | 70   | 85.9 | 44   | 306   | 7.0  | 2    |
| 1968 | ジャイアンツ | 14   | 14   | 182   | 337   | 54.0 | 2,555  | 7.6  | 21   | 12   | 84   | 84.6 | 57   | 301   | 5.3  | 3    |
| 1969 | ジャイアンツ | 14   | 14   | 220   | 409   | 53.8 | 2,918  | 7.1  | 23   | 8    | 65   | 87.2 | 37   | 172   | 4.6  | 0    |
| 1970 | ジャイアンツ | 14   | 14   | 219   | 389   | 56.3 | 2,777  | 7.1  | 19   | 12   | 59   | 82.2 | 43   | 236   | 5.5  | 2    |
| 1971 | ジャイアンツ | 13   | 13   | 226   | 386   | 58.5 | 2,567  | 6.7  | 11   | 21   | 81   | 65.4 | 30   | 111   | 3.7  | 3    |
| 1972 | バイキングス | 14   | 14   | 215   | 378   | 56.9 | 2,651  | 7.0  | 18   | 13   | 76   | 80.2 | 27   | 180   | 6.7  | 0    |
| 1973 | バイキングス | 14   | 14   | 169   | 274   | 61.7 | 2,113  | 7.7  | 15   | 7    | 54   | 93.2 | 41   | 202   | 4.9  | 1    |
| 1974 | バイキングス | 13   | 13   | 199   | 351   | 56.7 | 2,598  | 7.4  | 17   | 12   | 80   | 82.1 | 21   | 120   | 5.7  | 2    |
| 1975 | バイキングス | 14   | 14   | 273   | 425   | 64.2 | 2,994  | 7.0  | 25   | 13   | 46   | 91.8 | 16   | 108   | 6.8  | 2    |
| 1976 | バイキングス | 13   | 13   | 255   | 412   | 61.9 | 2,961  | 7.2  | 17   | 8    | 56   | 89.3 | 27   | 45    | 1.7  | 1    |
| 1977 | バイキングス | 9    | 9    | 155   | 258   | 60.1 | 1,734  | 6.7  | 9    | 14   | 59   | 69.2 | 15   | 6     | 0.4  | 0    |
| 1978 | バイキングス | 16   | 16   | 345   | 572   | 60.3 | 3,468  | 6.1  | 25   | 32   | 58   | 68.9 | 24   | -6    | -0.3 | 1    |
| 通算 | 通算         | 246  | 239  | 3,686 | 6,467 | 57.0 | 47,003 | 7.3  | 342  | 266  | 89   | 80.4 | 675  | 3,674 | 5.4  | 32   |